# Mondavio
Mondavio (Mondavi in dialetto gallo-piceno) è un comune italiano di 3 618 abitanti della provincia di Pesaro e Urbino nelle Marche.

## Geografia fisica

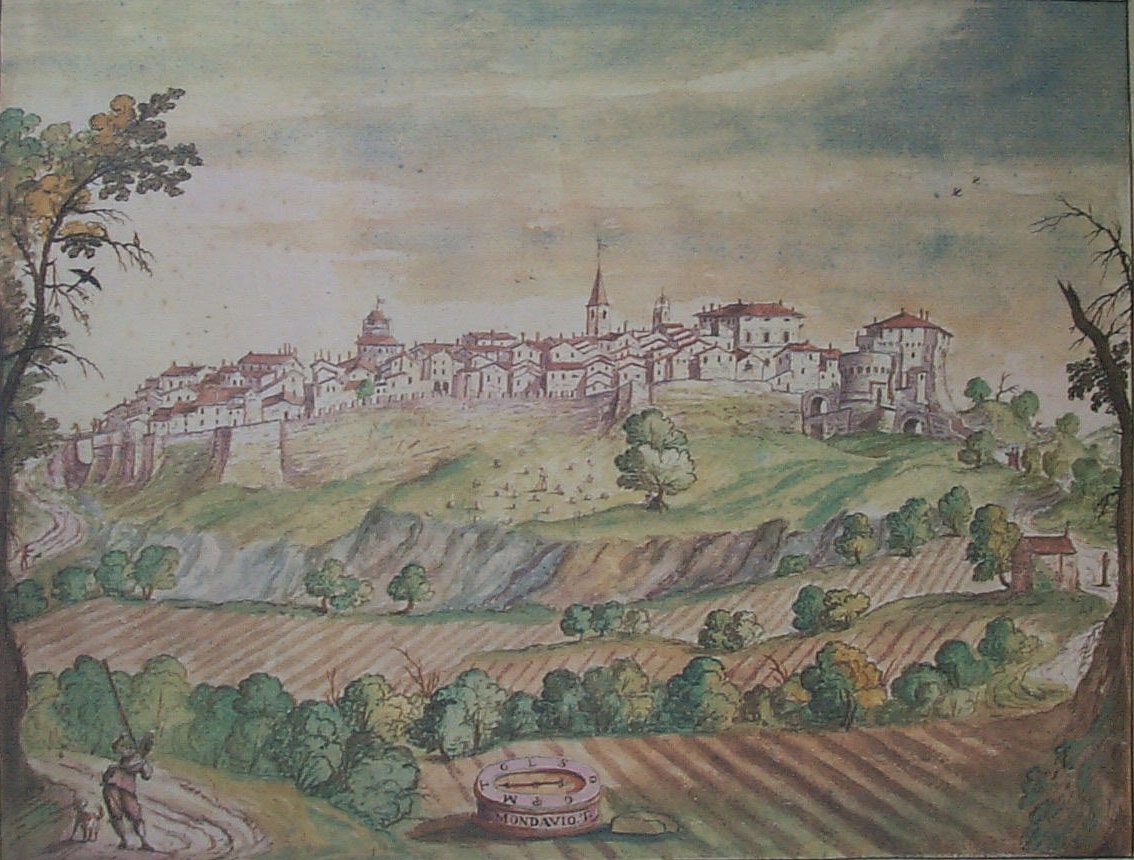
L'immagine antica Mondavio. Disegno del 1626, eseguito da Francesco Mingucci da Pesaro, in Codice Barberiniano 4434 della Biblioteca Apostolica Vaticana.

Il comune di Mondavio sorge su di un colle, a circa 20 km dal mare Adriatico, da cui si può benissimo vedere il monte Catria ed il Nerone. Il paese si trova tra due fiumi marchigiani: il Metauro a nord e il Cesano a sud, in una posizione di dominanza di quota a cavallo delle omonime valli. Fa parte della comunità Montana del Metauro.
Vicino al fiume Cesano, in posizione pianeggiante, sono presenti le frazioni di San Michele al Fiume e San Filippo sul Cesano, mentre le frazioni di Sant'Andrea di Suasa e di Cavallara si trovano in collina. Il territorio comunale include anche un'exclave, identificabile nella contrada Cavallara, compresa tra i comuni di Colli al Metauro e Terre Roveresche.

## Storia
Secondo l'autore durantino Sebastiano Macci, nel territorio in cui oggi sorge Mondavio era edificato un centro abitato romano, distrutto dalle truppe di Alarico. Il fanese Pietro Maria Amiani riporta un racconto secondo cui il centro fu edificato da san Francesco d'Assisi che, mentre viveva in quella zona, fu così colpito dalla salubrità del luogo che s'impegnò a edificarvi un abitato utilizzando le macerie dell'antica Suasa. Il nome di Mondavio si riscontra per la prima volta in un documento del 1178 e successivamente in un registro vaticano del 1289. 
Capoluogo di Vicariato con giurisdizione su ventiquattro castelli, conobbe diversi domini, tra cui quello dei Malatesta, di Alessandro Piccolomini, di Giovanni della Rovere, di Lorenzo de' Medici e della città di Fano.
Nel 1442 varcò trionfalmente le mura del paese Sigismondo Malatesta, cui la moglie Polissena Sforza portò in dote il Vicariato, sottratto alla Chiesa da suo padre Francesco in un periodo di gravi disordini. Nel 1462 il territorio è scenario della storica battaglia, tra Sigismondo Pandolfo Malatesta e Federico da Montefeltro che militava nelle file della Chiesa (papa Pio II) contro i Malatesta.
Con la fine della signoria dei Malatesta, il Vicariato di Mondavio tornò al dominio diretto della Chiesa come Fano e Senigallia. Verso la fine del 1463 il vicariato con Senigallia e Montemarciano venne infeudato al nipote del papa Pio II, Antonio Piccolomini, ma la signoria ebbe breve durata poiché Pio II morì nell'agosto del 1464 e Mondavio, Senigallia, San Costanzo e Mondolfo, con altri castelli si ribellarono al Piccolomini e si sottomisero al governatore di Fano, il vescovo di Perugia, Giacomo Vannucci da Cortona. La salita al soglio pontificio di Sisto IV Della Rovere nel 1471 inaugurò una politica di nepotismo che avrà grandi conseguenze nel territorio. Nel 1473 il papa decorò Federico da Montefeltro con il titolo di Duca e questi accettò di imparentarsi con i Della Rovere dando in sposa sua figlia Giovanna al nipote del papa Giovanni Della Rovere (+1502). Il matrimonio avvenne nell'ottobre del 1474 e dopo pochi giorni Giovanni fu investito della città di Senigallia, del vicariato di Mondavio e di altre terre. Giovanni soggiornò per qualche tempo a Mondavio e diede l'incarico al geniale architetto Francesco di Giorgio Martini di costruirvi la rocca (eretta tra il 1482 e il 1492), che in tutti questi secoli non ha mai subito alcun assedio né ha mai sparato un colpo dai suoi cannoni. Il figlio di Giovanni, Francesco Maria, forse nato proprio a Mondavio, nel 1503 successe allo zio Guidobaldo nel Ducato di Urbino e vi incorporò anche il Vicariato di Mondavio. Durante il governo dei Della Rovere, il Vicariato visse un periodo di pace, prosperità e progresso di circa centotrenta anni, fu questo il periodo di grandi feste popolari. Nel 1631, con l'estinzione della dinastia dei Della Rovere, Ducato e Vicariato di Mondavio ritornano nella giurisdizione della Santa Sede.

### Simboli
Lo stemma è stato riconosciuto con DCG del 10 ottobre 1936.
Nel bozzetto ufficiale la colomba tiene il ramoscello nel becco e posa entrambe le zampe sulla cima del monte.
Il gonfalone, concesso con DPR del 24 maggio 1957, è un drappo di azzurro.

## Monumenti e luoghi d'interesse

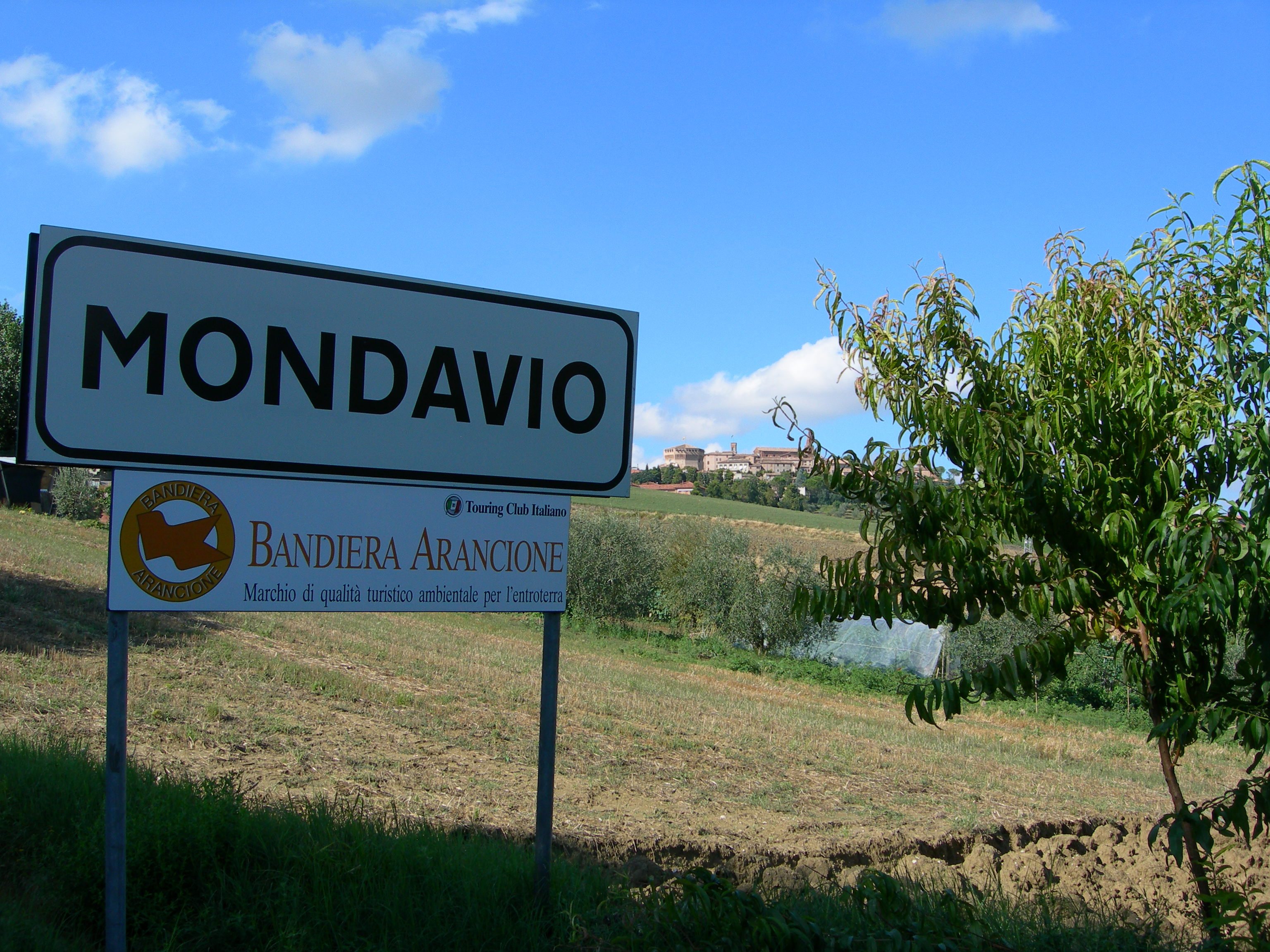
Comune di Mondavio: bandiera arancione del TCI.

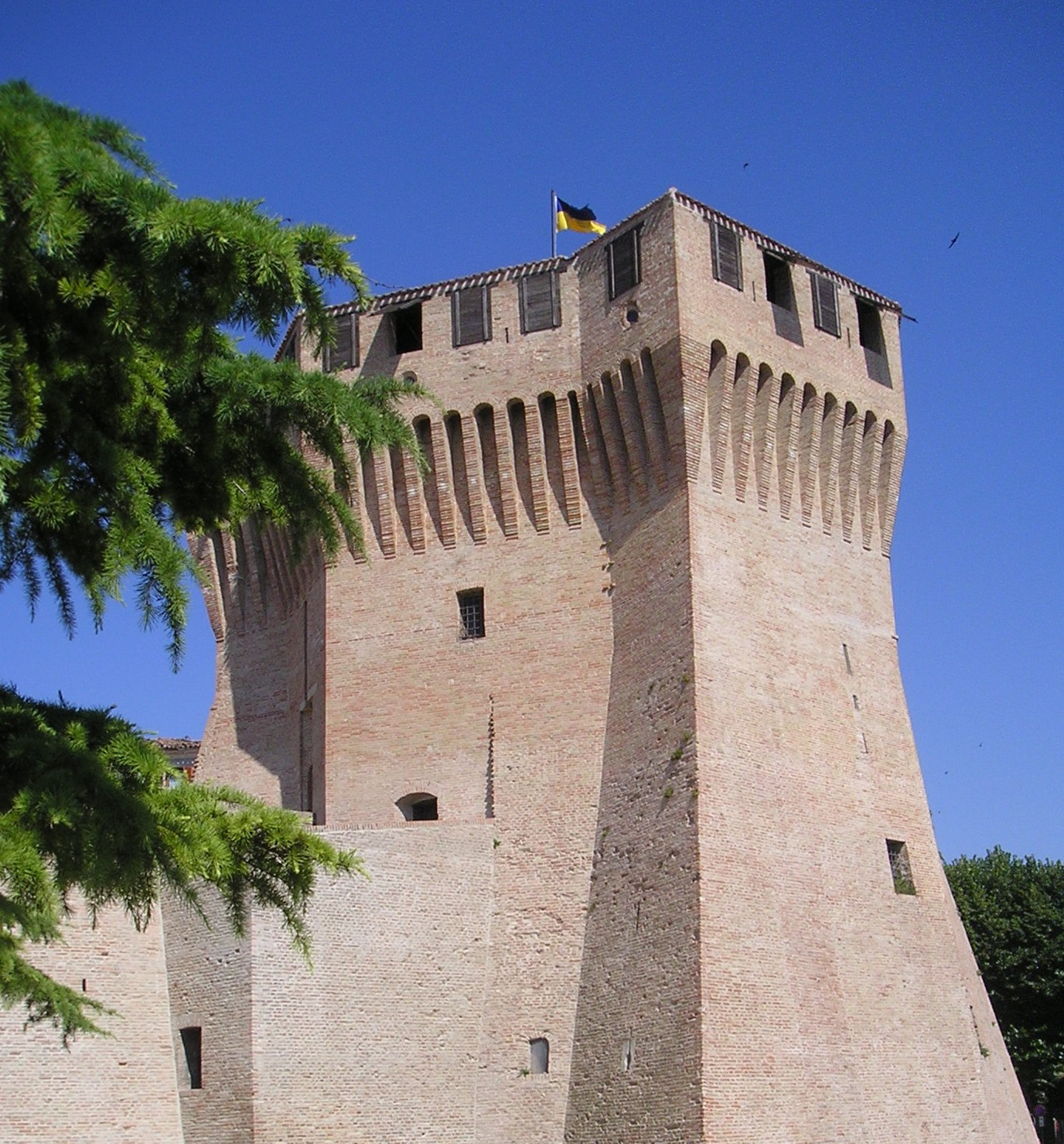
Mastio della Rocca roveresca di Mondavio.

Dal 2003, al comune di Mondavio è riconosciuta la Bandiera Arancione, marchio di qualità turistico ambientale per l'entroterra del Touring Club Italiano, con la seguente motivazione:
È stata anche inserita tra i borghi più belli d'Italia dall'omonima associazione.

### Rocca roveresca
La rocca è il monumento più significativo di Mondavio. Risalente probabilmente al 1482-1492, fu commissionata da Giovanni della Rovere, insieme ad altre rocche del ducato, all'architetto Francesco di Giorgio Martini.
Non avendo mai subito attacchi è ancora in ottimo stato.
Il mastio ad otto facce domina la fortezza e si collega ad un camminamento, protetto da un torrioncino, che porta ad una massiccia torre semi-circolare, unita con un ponte al rivellino d'ingresso. Il progetto originale prevedeva verso ovest un ulteriore torrione tondeggiante che non fu mai realizzato. Le sale interne conservano ancora, per la maggior parte, la pianta originale e sono attualmente utilizzate come spazi espositivi e museali, tra cui un'armeria.

### Architetture religiose
Ex convento dei Cappuccini
Costruito nel 1578 daifrati cappuccini, si trova a circa a 800 m dal capoluogo su un poggio sulla via per l'abitato di Orciano di Pesaro. La Chiesa e il Convento recuperati e ristrutturati sono utilizzati come complesso ricettivo per convegni e congressi. I beni artistici che erano qui presenti sono custoditi nel Museo Civico di Mondavio.
Chiesa di San Francesco
Trasformata più volte nel tempo dal 1292 sino all'attuale configurazione del 1700, ha un'architettura semplice e maestosa all'esterno e all'interno, con tracce di barocco. La facciata è al rustico di cotto rosso antico, con contrafforti ai lati; singolare è il campanile affusolato a forma di pannocchia. All'interno si ammirano quadri dei fratelli Persiutti di Fano.
Collegiata dei Santi Pietro e Paterniano
L'edificio risale al 1300. È stata poi ristrutturata nel 1563 su disegno dell'architetto Bartolomeo Genga; l'ultimo ampliamento è del XVIII secolo, con l'inglobamento nell'abside del torrione presso la Porta San Pietro.
(Giorgio Vasari, Le vite, Vol.V Pag.355)
Chiesa di Santa Maria della Quercia
La chiesa contiene interessanti affreschi del XVI secolo attribuibili ai pittori Presutti di Fano.

### Architetture civili

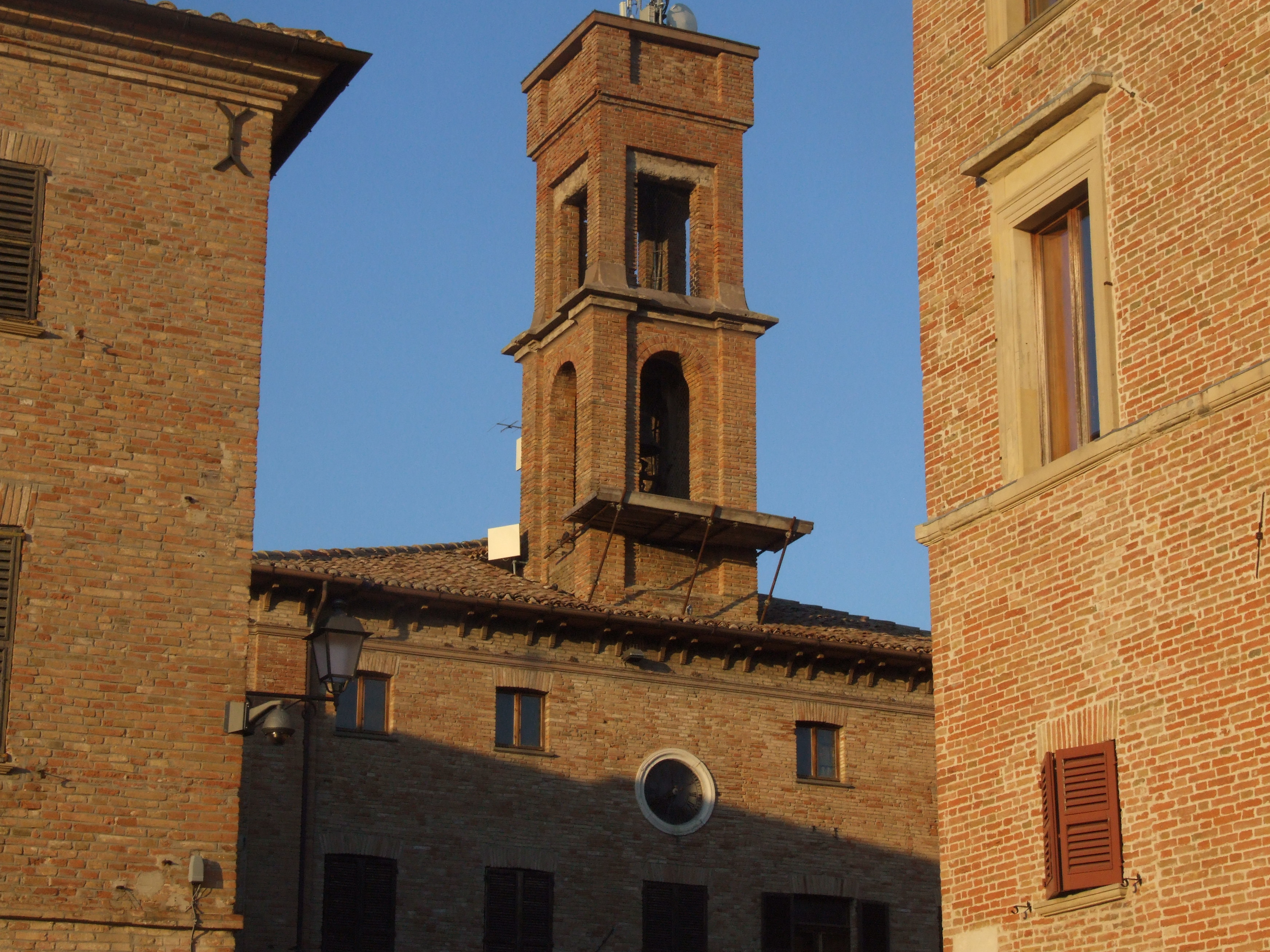
Palazzo municipale
Coevo al convento francescano, conserva nella Sala Consiliare la preziosa pala della Madonna con Bambino di Carlo da Camerino del 1385, e al soffitto ha gli stemmi di Mondavio e dei dodici comuni del mandamento, creato nel 1860.
Teatro Apollo

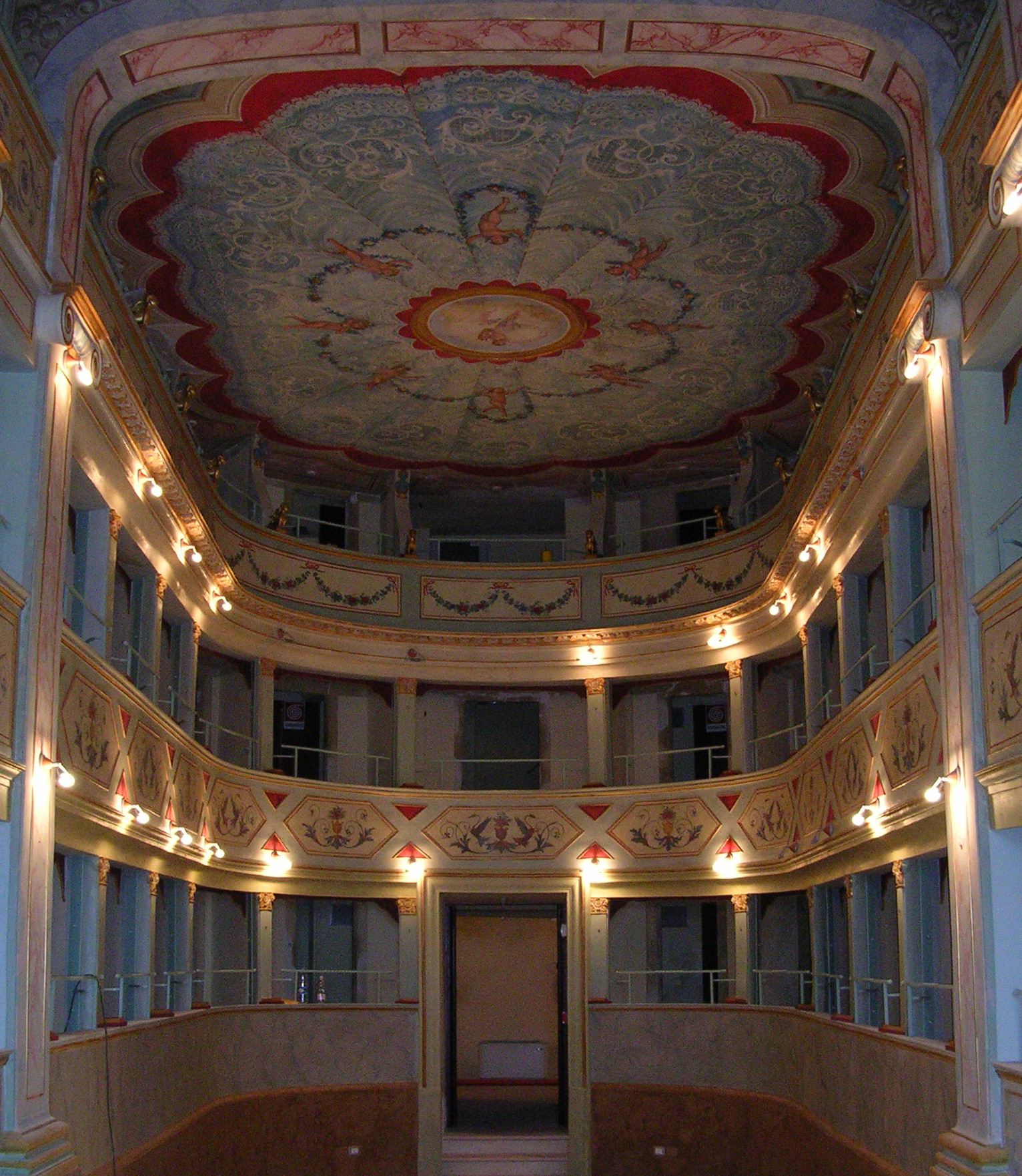
Veduta dei palchi del Teatro Apollo di Mondavio

Il teatro fu costruito alla fine del XVIII secolo all'interno della quattrocentesca chiesa di San Filippo Neri e ampliato nel 1887. Non si conoscono i nomi degli architetti che progettarono e rinnovarono l'edificio. La pianta ad U ed i primi due ordini di palchi sono del progetto originale, mentre sono stati aggiunti nell'Ottocento il terzo ordine di palchi e la volta, quest'ultima decorata con una trama a merletto su toni di azzurro intenso con una corona di festoni e putti posti attorno ad un medaglione centrale in cui è rappresentato Apollo mentre suona la cetra. Decorazioni a festoni e arabeschi ricoprono anche i parapetti a fascia dei tre ordini di palchi e il boccascena è delimitato da paraste in stile ionico.
Castello di Sant'Andrea di Suasa

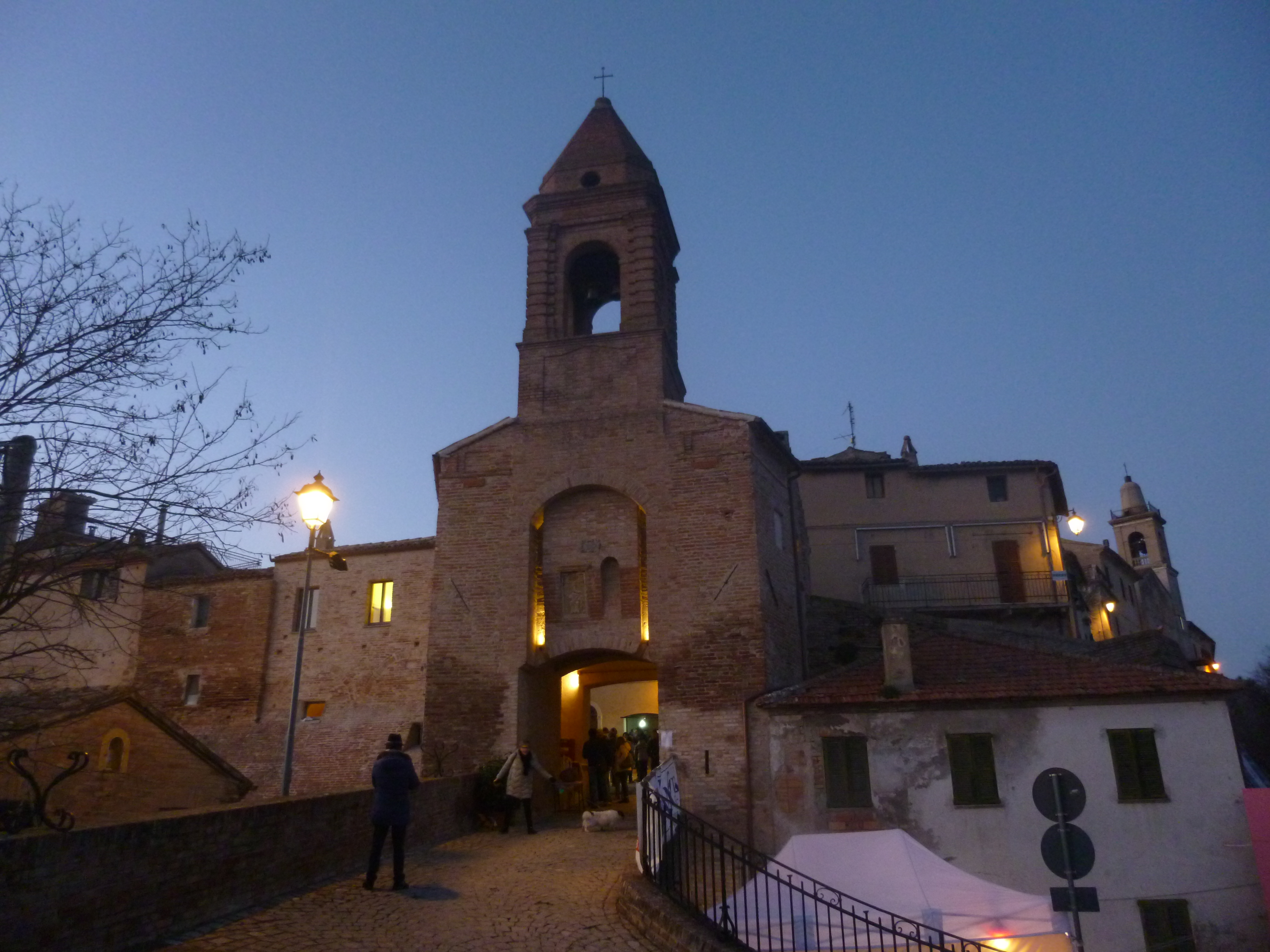
Entrata del castello di Sant'Andrea di Suasa

Piccolo borgo con cinta muraria medioevale a 9 km dal capoluogo, in posizione collinare. Di antica origine benedettina collegata all'Abbazia di San Lorenzo in Campo fece parte anche del vicariato di Mondavio oltre ad essere stato comune fino al 1869.

## Società

### Evoluzione demografica
Abitanti censiti

### Etnie e minoranze straniere
Secondo i dati ISTAT al 1º gennaio 2021 la popolazione straniera residente era di 179 persone e rappresentava il 4,9% della popolazione residente. Invece le comunità straniere più numerose (con percentuale sul totale della popolazione straniera) erano:
1. Romania, 37 (20,67%)
2. Albania, 32 (17,88%)
3. Marocco, 27 (15,08%)
4. Cina, 26 (14,53%)

## Cultura

### Istruzione

#### Musei

##### Museo di rievocazione storica
Il museo di rievocazione storica di Mondavio (PU) è stato istituito nel 1966 dal professore Stefano Mascarucci in collaborazione con l'allora amministrazione comunale e associazione Proloco. Lo spazio espositivo si articola su quattro dei cinque piani del mastio della rocca roveresca mentre il piano superiore (il quinto) ospita un'armeria con pezzi di artiglieria, armature e armi bianche, tra i quali alcune rarità. Il museo ripropone scene di vita rinascimentale ricostruite con dovizia di cura attraverso manichini in gesso abbigliati con costumi dell'epoca. Le scene più importanti sono: il banchetto, la sala della tortura, il forno, la stalla con i cavalli.

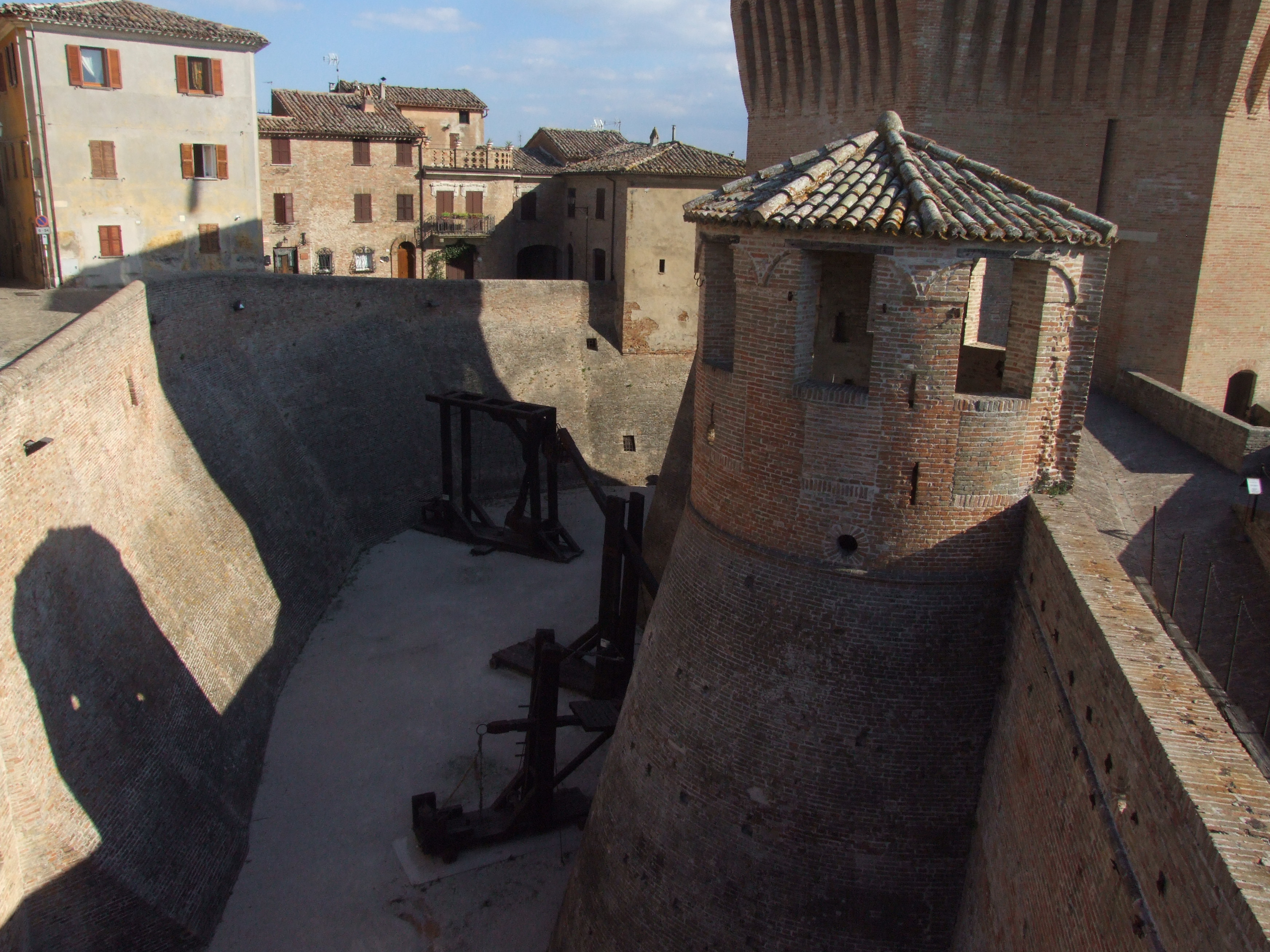
riproduzione macchine da guerra nel fossato della Rocca

##### Parco delle macchine da guerra
Nel fossato della rocca è stato allestito dal 2000 su progetto dell'architetto Massimo Buratti il parco di "macchine da guerra" di Francesco di Giorgio Martini.
(Giorgio Vasari, Le Vite, Vol.III Pag.384-385)
Unico nel suo genere il parco comprende fedeli ricostruzioni in dimensione reale di catapulte, trabucchi, bombarde e altre macchine da assedio, tutte tratte ed elaborate dai disegni originali dell'architetto senese (Codice magliabechiano II.I.141). Le macchine in legno sono state riscostruite e fabbricate con tecniche di lavorazione ad ascia rendendo l'aspetto simile a quello che potevano avere le originali.

##### Museo civico e pinacoteca

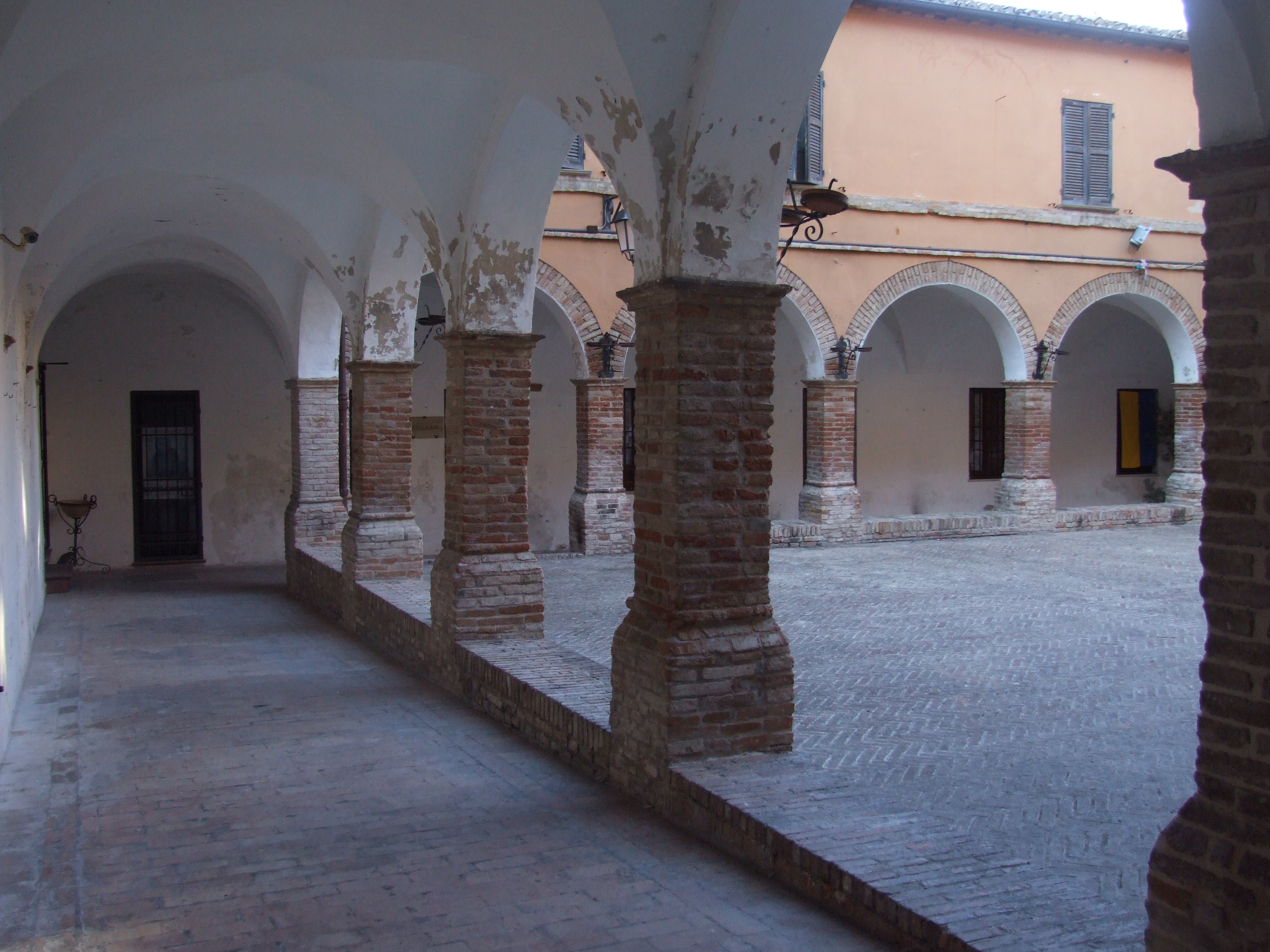
chiostro dell'ex convento di S. Francesco

Il museo è situato all'interno del chiostro francescano e conserva interessanti dipinti, un tempo nella chiesa e convento dei Cappuccini, e preziosi volumi dell'antica libraria dei Cappuccini.
Pregevole un tabernacolo ligneo scolpito e intarsiato opera degli stessi frati.

### Eventi
- A gennaio in corrispondenza della festa di Sant'Antonio Abate si svolge a Sant'Andrea di Suasa la "Festa del Nino - **** con la tradizione".
- Il 13, 14 e 15 agosto si svolge a Mondavio la rievocazione storica Caccia al Cinghiale (Mondavio) con il famoso banchetto rinascimentale.
- Il secondo fine settimana di novembre si festeggia l'Estate di San Martino, festa popolare con concerti, taverne con piatti tradizionali, castagne e vin brulè, degustazione del vino nuovo, mercatini e giochi popolari.

## Amministrazione
| Periodo           | Periodo           | Primo cittadino            | Partito                        | Carica                   | Note   |
| ----------------- | ----------------- | -------------------------- | ------------------------------ | ------------------------ | ------ |
| 1946              | 1951              | Filippo Monti Buzzetti     |                                | Sindaco                  |        |
| 1951              | 1956              | Nazzareno Cavanna          |                                | Sindaco                  |        |
| 1956              | 1975              | Bruno Olivieri             |                                | Sindaco                  |        |
| 1975              | 1978              | Liliana Ceccarelli-Trianni |                                | Sindaco                  |        |
| 1978              | 1980              | Sebastiano Dominici        |                                | Sindaco                  |        |
| 1980              | 5 giugno 1985     | Bruno Olivieri             |                                | Sindaco                  |        |
| 6 giugno 1985     | 26 maggio 1990    | Bruno Olivieri             | DC                             | Sindaco                  | [ 13 ] |
| 27 maggio 1990    | 15 maggio 1993    | Alfredo Grilli             | DC                             | Sindaco                  | [ 13 ] |
| 7 giugno 1993     | 23 aprile 1995    | Stefano De Angelis         | DC                             | Sindaco                  | [ 13 ] |
| 24 aprile 1995    | 13 giugno 1999    | Stefano De Angelis         | Centro-sinistra                | Sindaco                  | [ 13 ] |
| 14 giugno 1999    | 13 giugno 2004    | Sebastiano Dominici        | Lista civica (Centro-sinistra) | Sindaco                  | [ 13 ] |
| 14 giugno 2004    | 6 agosto 2007     | Sebastiano Dominici        | Lista civica (Centro-sinistra) | Sindaco                  | [ 13 ] |
| 7 agosto 2007     | 28 agosto 2007    | Mario Casini               | Lista civica (Centro-sinistra) | Sindaco facente funzioni | [ 13 ] |
| 29 agosto 2007    | 13 aprile 2008    | Paolo De Biagi             |                                | Commissario prefettizio  | [ 13 ] |
| 14 aprile 2008    | 26 maggio 2013    | Federico Talè              | Partito Democratico            | Sindaco                  |        |
| 27 maggio 2013    | 16 settembre 2015 | Federico Talè              | Partito Democratico            | Sindaco                  | [ 15 ] |
| 17 settembre 2015 | 5 giugno 2016     | Angelo Frattini            |                                | Vicesindaco reggente     |        |
| 6 giugno 2016     | 4 ottobre 2021    | Mirco Zenobi               | Per un futuro comune           | Sindaco                  | [ 16 ] |
| 4 ottobre 2021    | in carica         | Mirco Zenobi               | Lista civica                   | Sindaco                  | [ 13 ] |

### Gemellaggi
- Fontenay-Trésigny
- Vilassar de Dalt

## Sport
La squadra di calcio a 5 del Pianaccio gioca in Serie C2 marchigiana.
Nella frazione di Cavallara si trova un impianto di motocross di 1ª categoria, sede di manifestazioni di livello nazionale.